# Whangamatā
Whangamatā – miasto w Nowej Zelandii. Położone w północnej części Wyspy Północnej, w regionie Waikato, 3336 mieszkańców. (dane szacunkowe – styczeń 2010).